# Jean-Claude Guillebaud

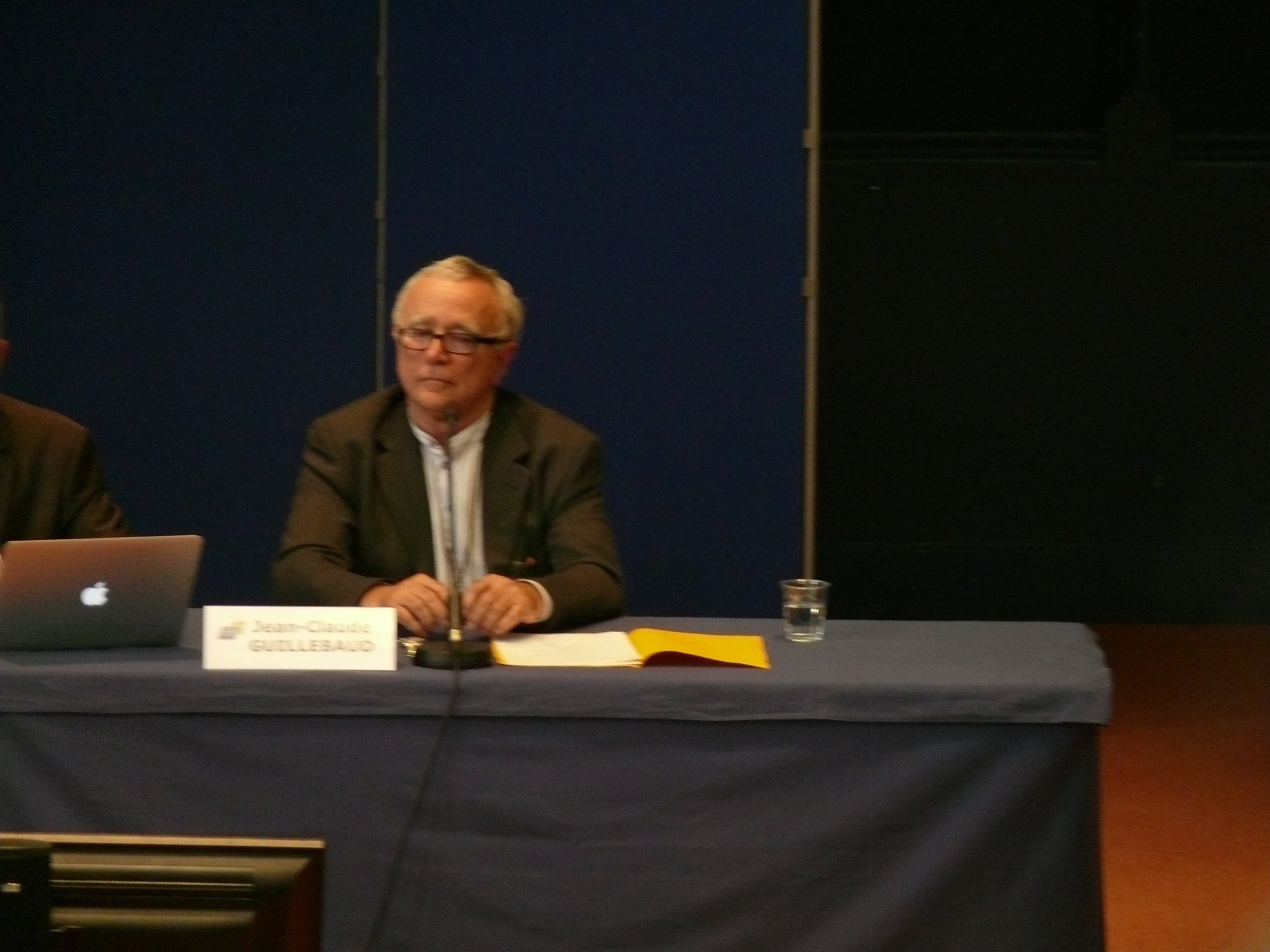
Jean-Claude Guillebaud, Semaines sociales de France 2014.

Jean-Claude Guillebaud (* 21. Mai 1944 in Algier, damals Frankreich, heute Algerien) ist ein französischer Autor, Essayist und Journalist.

## Leben
Guillebaud begann seine journalistische Tätigkeit bei der französischen Tageszeitung Sud Ouest und ging dann zu Le Monde und zur Wochenzeitung Nouvel Observateur. Beim Nouvel Observateur schrieb er unter anderem in der Fernsehbeilage über die Welt der Medien, bevor er dort 2010 den Posten von Jacques Juillard als Kolumnenschreiber übernahm. Bei der katholischen Wochenzeitung La Vie berichtete er über Gesellschaft und politisches Leben in Frankreich.
Seit Mitte 2008 ist Guillebaud im Aufsichtsrat des Pressekonzerns Groupe Bayard. Anfang der 1970er Jahre war er einige Zeit der Geschäftsführer der Reporter ohne Grenzen. Seit Ende der 1960er Jahre schrieb er mehr als zwei Dutzend Bücher, von denen einige in deutscher Sprache erschienen sind.

## Auszeichnungen
- 1972: Albert-Londres-Preis
- 1988: Prix Roger-Nimier
- 1995: Jean-Jacques-Rousseau-Preis
- 2001: Prix européen de l’essai Charles Veillon

## Veröffentlichungen
- Le Voyage à Kéren. Arléa, Paris 1988, ISBN 2-86959-027-X.
- mit Raymond Depardon: La Colline des Anges: Retour au Viêt nam. Éditions du Seuil, Paris 1993.
- La Trahison des Lumières: Enquête sur le désarroi contemporain. Éditions du Seuil, Paris 1995, ISBN 2-02-023447-5.
- La Tyrannie du plaisir. Éditions du Seuil, Paris 1998, ISBN 2-02-028949-0.
  - deutsch: Die Tyrannei der Lust: Sexualität und Gesellschaft. Luchterhand, München 1998, ISBN 3-630-88000-2.
- La Refondation du monde. Éditions du Seuil, Paris 1999, ISBN 2-02-036134-5.
- Le Principe d'humanité. Éditions du Seuil, Paris 2001, ISBN 2-02-047434-4.
  - deutsch: Das Prinzip Mensch. Ende einer abendländischen Utopie? Luchterhand, München 2001, ISBN 3-630-88011-8.
- mit Serge-Thomas Bonino u. a.: L'Avenir du Monde. Les chrêtirns et l'avenir. Emmanuel, 2006, ISBN 2-915313-69-5.
- mit Jean Lacouture: Sont-ils morts pour rien?: Un demi-siècle d'assassinats politiques. Éditions du Seuil 2010, Paris 2010, ISBN 978-2-02-099832-1.
- La Vie vivante. Éditions Les Arènes, Paris 2011, ISBN 978-2-35204-139-9.
- Je n'ai plus peur. Édition Iconoclaste, Paris 2013, ISBN 978-2-913366-62-6.
- Le tourment de la guerre. 2016.